# Kamsack
Kamsack (Town of Kamsack) ist eine Kleinstadt in der kanadischen Provinz Saskatchewan. 
Sie liegt im Flusstal des Assiniboine River an der Mündung des Whitesand River, in der Aspen Parkland Region. Wegen des fruchtbaren Bodens, der sehenswerten Landschaft und dem meist schönen Wetter nennt man Kamsack auch den Garten von Saskatchewan.
In der Gemeinde ist ein Flag Stop für den von VIA Rail betriebenen und auf der Strecke von Winnipeg über The Pas nach Churchill verkehrenden Fernzug, welcher ehemals den Namen Hudson Bay führte, möglich.

## Geschichte
Ende des 19. Jahrhunderts, nach der Eingliederung des Gebiets in die neu gegründete Canadian Dominion, zog es viele Siedler zu den fruchtbaren Prärie-Böden. 1903 stellte die Canadian National Railway ihre Strecke von Winnipeg nach Edmonton fertig, und der neue Bahnhof für das Gebiet wurde zum Kern der 1905 gegründeten Stadt. Bereits Anfang der 1920er zählte man über 2000 Einwohner, doch die Weltwirtschaftskrise ab 1929 stoppte das rasante Wachstum.
1944 zerstörte der sogenannte Kamsack Cyclone große Teile der Stadt, doch in der Folgezeit konnten die Schäden nicht nur behoben werden, sondern es wurde sogar der größte Bauboom seit Gründung der Stadt ausgelöst, und der Ort wuchs bis in die 1960er hinein.
In den letzten Jahren schlossen mehrere Betriebe in Kamsack ihre Tore, und so kam man bei der offiziellen Zählung 2006 auf 1713 Einwohner, ein schon fast dramatischer Rückgang von 15 % gegenüber 2001 (2009 Ew.), während die Bevölkerung der Provinz Saskatchewans sogar leicht zunahm.

## Söhne und Töchter der Stadt
- Eleanor Coerr (1922–2010), US-amerikanisch-kanadische Schriftstellerin
- Harold Phillipoff (* 1956), Eishockeyspieler
- Darcy Hordichuk (* 1980), Eishockeyspieler